# The Jackals of a Great City
The Jackals of a Great City é um filme dramático dos Estados Unidos de 1916 dirigido por Edward LeSaint e estrelado por Harry Carey.

## Elenco
- Harry Carey
- Stella LeSaint - (como Stella Razeto)
- Jean Hathaway
- Hayward Mack